# Flaws and All
Flaws and All ist ein Lied der amerikanischen Sängerin Beyoncé Knowles, das auf der Deluxe-Edition ihres zweiten Albums B’Day (2006) erschien. In dem Contemporary R&B-Lied, zeigt Knowles ihre Gefühle, die sie durch die Liebe bekam, die ihr ein Mann gab. Flaws and All wurde von Musikkritikern hochgelobt, vor allem Beyoncés Emotionen in diesem Lied.
Die Regie zum Musikvideo führten Cliff Watts und Knowles für ihr Videoalbum B’Day Anthology Video Album (2007). Es zeigt Ausschnitte von einer B'Day Promo-Werbung von Wal-Mart zusammen mit Schwarzweißszenen von Knowles. Knowles erklärte zum Konzept des Musikvideos, dass es zwei Seiten von ihr zeigen solle, einmal ihre Paparazzi-Seite und ihre intime Seite, die Fans normalerweise nicht sehen. Knowles sang Flaws and All auf ihrer The Beyoncé Experience-Tour (2007), das Lied war auch auf dem Live-Album The Beyoncé Experience Live (2007) enthalten. Knowles sang das Lied auch 2008 in der The Ellen DeGeneres Show.

## Hintergrund

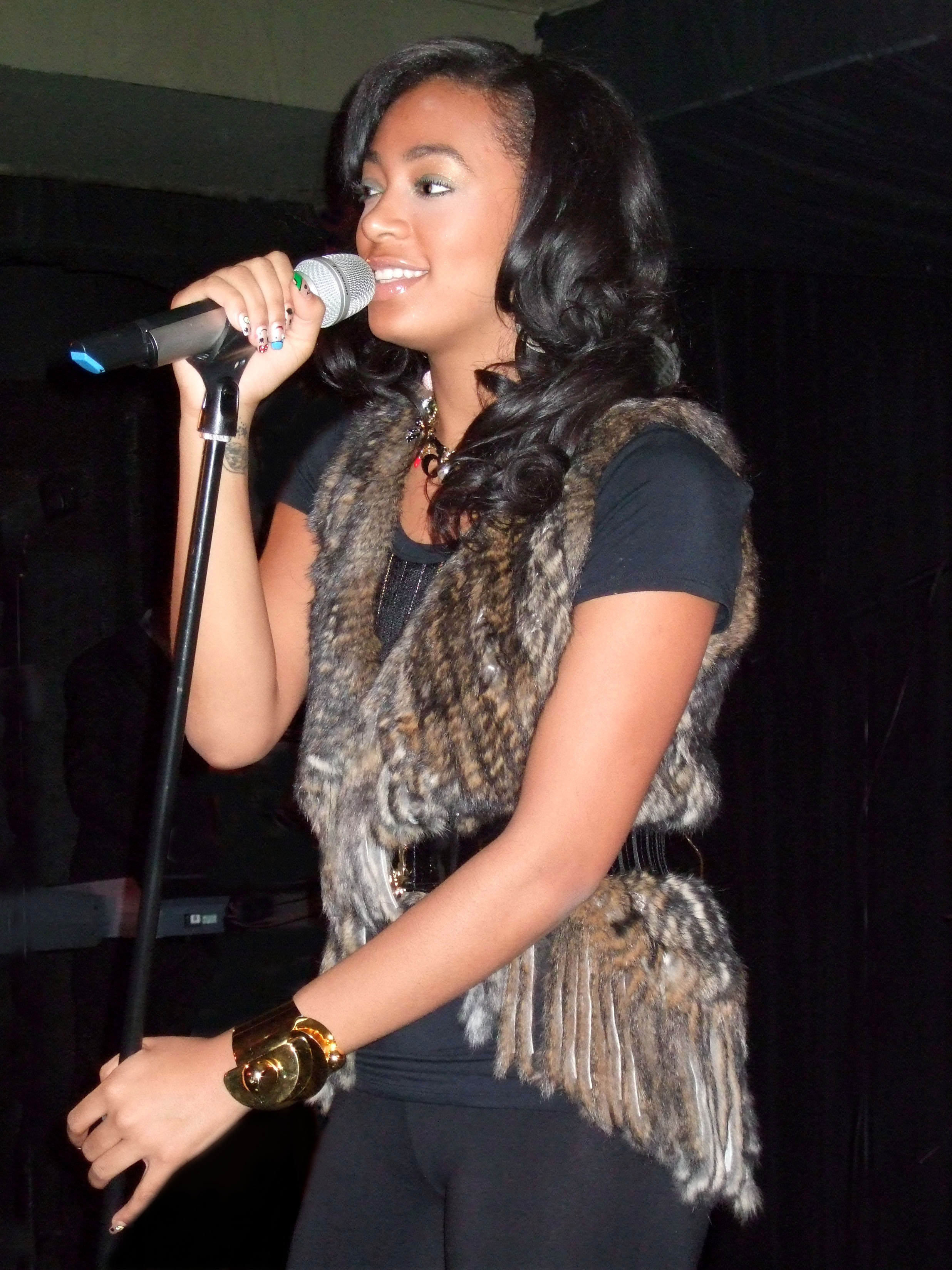
Beyoncé Knowles Schwester Solange schrieb auch an Flaws and All mit.

Flaws and All wurde von Ne-Yo, Shea Taylor, Beyoncé Knowles und ihrer Schwester Solange Knowles geschrieben. Das Contemporary-R&B-Lied wurde von Beyoncé Knowles und Taylor produziert. Flaws and All wurde im Roc the Mic Studio in New York City aufgenommen. Das Lied wurde in der Deluxe-Edition von B'Day veröffentlicht. Im Jahr 2008 veröffentlichte Knowles das Lied auf ihrem Karaoke-Album Beyoncé Karaoke Hits, Vol. I. Autor Latrice Gleen referenziert das Lied in seinem Buch My Life’s Journey (2010).

## Rezeption
Chris Willman von der Entertainment Weekly bezeichnete das Lied als sein Lieblingslied aus der Deluxe-Edition von B'Day und erklärte: „Am besten ist ‚Flaws and All‘, eine Ballade, wo sich Beyoncé mit Melisma-Gesang ausdrückt, das macht die workaholic-Bitch (Beyoncés Wörter) bei mir noch beliebter.“
Das Magazin BET listete das Lied in der Liste „Top 10 Feel Good R&B Songs“ auf Platz 9. Ihre Auswahl begründete das Magazin folgendermaßen: „‘Flaws and All’ ... zeigt Beyoncé an ihrer zerbrechlichsten Seite. Das Lied zeigt, dass auch ein Mega-Superstar jemanden braucht, der sie liebt.“ Destiny’s Child Kollegin Kelly Rowland sagte: „Beyoncé ist eine wahre Künstlerin, die jede Zeit überzeugt. Mein liebstes Lied wird immer 'Flaws and All' bleiben. So viel Gefühl, so wunderschön; ihre Stimme ist gigantisch.“

## Musikvideo
„Gut, Ich bin eine kleine alberne, und ein kleiner Goofy und das ist prima. Das gibt es viele Dinge die ich für mich geheim halte, da es die einzige Möglichkeit ist eine Persönlichkeit zu schaffen. Dies [Musikvideo] zeigt die Sichtweise, wie meine Familie mich selber sieht, ihr könnt mich sehen, wie ich wirklich bin. Es dauerte zehn Jahre und jetzt ist die Zeit gekommen, dass die Menschen sehen, wie ich wirklich bin. Es geht nicht um Glamour, nicht um Celebrity und auch nicht um eine Diva – es geht um jemanden, welcher dich wirklich liebt, dafür wie du bist.“

Die Regie zum Musikvideo zu Flaws and All führten Cliff Watts und Knowles. Das Musikvideo wurde während der zweiwöchigen Dreharbeiten zum B’Day Anthology Video Album auf billigem Super-8-Film gedreht. Kritikern fiel auf, dass Knowles im Musikvideo Marilyn Monroe, Brigitte Bardot und Barbra Streisand imitiert. Während eines Interviews mit MTV zu „Beyoncé: Behind the B'Day Music Videos“, lobte MTV Knowles’ Auftreten im Musikvideo: „Es fühlt sich an, als würden wir sehen, wie Beyoncé wirklich ist.“ Knowles sagte: „Ich bin im täglichen Leben sehr verschieden. Es gibt mein Privates und mein Celebrity-Leben – Das ist so unterschiedlich, als würde ich zwei verschiedene Personen sein. Aber ich balanciere hübsch hin und her. Ich bin die mächtigste und natürlich.“
In einem Interview mit dem Vibe erklärte Knowles das Konzept des Musikvideos und bezeichnete das Musikvideo als „everyday woman.“ „Ich singe nicht wirklich das Lied. Die ganze Zeit ist es wie ein stiller Film, dass zeigt, wie ich wirklich bin und ich bin wirklich ich selbst. Ich performe nicht, ich zeige eine Seite von mir, die noch niemand von mir gesehen hat. Ich bin albern und goofig und nicht … Ich versuche keine Diva oder ein Star zu sein – einfach ich.“ Das Video wurde komplett in Schwarzweiß gedreht, damit die Ernsthaftigkeit des Liedes, laut Knowles, deutlich wird, trotzdem tanzt Knowles wie bei jedem Musikvideo bis zur erotischen Grenze. Einige Szenen des Musikvideos wurden 2006 für eine B'Day Promo-Werbung von Wal-Mart aufgenommen.

## Auftritte

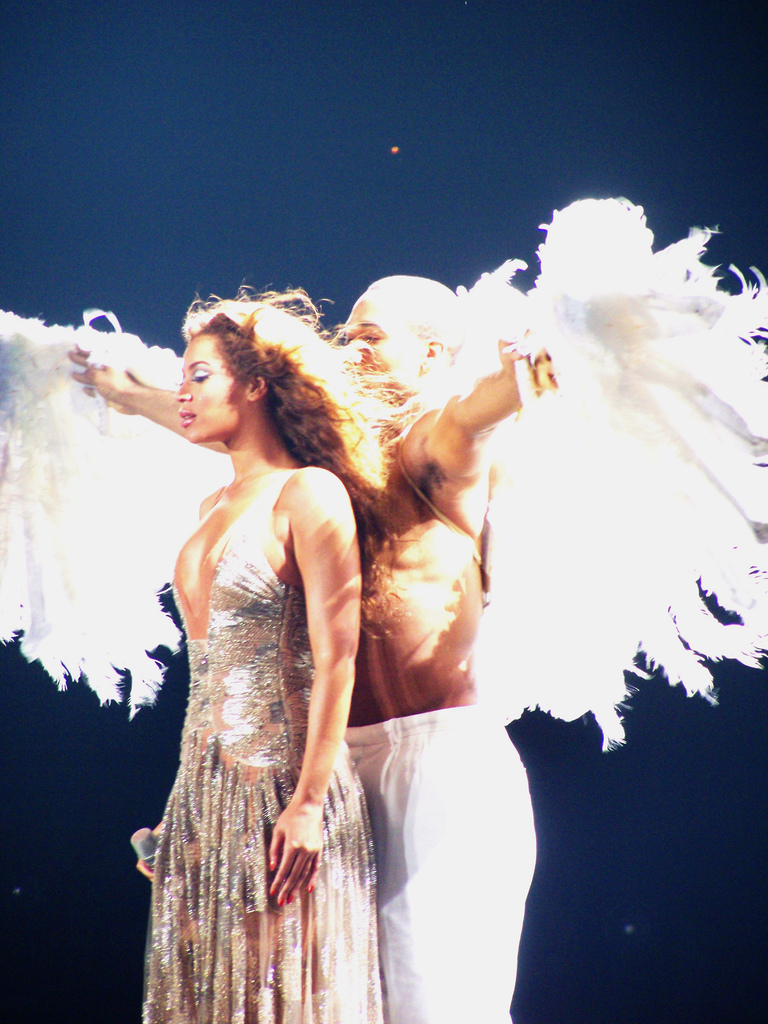
Beyoncé singt Flaws and All auf ihrer The Beyoncé Experience Tournee.

Knowles sang das Lied auf ihrer zweiten Welttournee, der The Beyoncé Experience-Tour (2007). Knowles weint während des Auftritts und wird von einem männlichen Tänzer, welcher als Engel gekleidet ist, getröstet. Chris Willman von der Entertainment Weekly lobte Knowles Interpretation des Liedes: „Der wahre Moment kommt dann zum Vorschein wenn Beyoncé Flaws and All singt und sie wirklich weint, trotzdem bezeichnen viele Medien sie zu Unrecht als Bitch. Beyoncé schaffte es jedes Lied in zwei Stunden so wunderschön zu singen wie Flaws and All.“ Der Auftritt erweckte auch die Aufmerksamkeit von der The New York Times: „Das Konzert war ein Beispiel für Knowles geniale Musik, von Dance-Beats bei Get Me Bodied zu dramatischen Balladen wie Flaws and All, wo Beyoncé das Musikvideo auf der Bühne nachstellt.“ John Aizlewood von der Daily Mail kritisierte den Engel, der zum Ende des Liedes hin auftritt, es sei der schwächste Augenblick von The Beyoncé Experience. Beyoncés Konzert in Los Angeles wurde aufgezeichnet und erschien auf der The Beyoncé Experience Live DVD. Der Auftritt des Liedes Flaws and All wurde auf MTV.com Live ausgestrahlt und am 19. November 2007 beim iTunes Store veröffentlicht.
Knowles sang das Lied in der The Ellen DeGeneres Show am 25. November 2008, als Beyoncé ihren dritten Album I Am... Sasha Fierce promotete.